# ラ・グロワール
| グロワール級装甲艦 | グロワール級装甲艦 |
| ------------------ | --- |
|                    | |
| 艦級概観           | |
| 艦種               | 装甲フリゲート |
| 前級               | |
| 次級               | クーロンヌ |
| 性能諸元           | |
| 排水量             | 5,630 トン |
| 全長               | 77.8 m |
| 全幅               | 17 m |
| 吃水               | 8.4 m |
| 機関               | 帆走 形式不明石炭専焼缶8基 +レシプロ機関1基1軸推進                                                                           |
| 最大出力           | 2,500 hp |
| 最大速力           | 13 ノット（機関航行時） |
| 航続距離           | （石炭：665 トン） |
| 乗員               | 570 名 |
| 兵装               | （竣工時： 1858/60年型 163 mm 前装ライフル砲 36門） （1866年改装時： 1864年型 239 mm 後装砲 8門 1866年型 193 mm 後装砲 6門） |
| 装甲               | 舷側：110 - 119 mm |

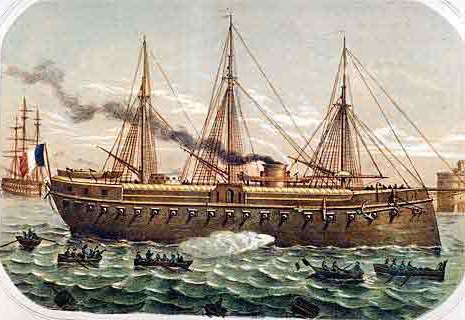
ラ・グロワールの絵

グロワール（Gloire）は、西洋初の「外洋航行可能な」装甲艦である。「ラ・グロワール」と呼ばれることもあるが、「ラ・」はフランス語の定冠詞に過ぎず、必ずしも要しない。

## 概要
グロワールはフランス海軍が建造し、1858年4月に起工、1859年（クリミア戦争の直後）11月24日に進水、1860年8月に就役した。装備したペクサン砲とライフル砲は、その炸裂砲弾により、非装甲の木造船に対して極めて効果的であった。
設計は造船技師のアンリ・デュピュイ・ド・ロームによってなされた。設計自体は3本マストの帆機走木造フリゲートであった。アルヘシラス級（classe Algésiras）戦列艦に着想を得た設計で、砲を置く甲板は一層だが、舷側のほぼ全てが喫水線まで厚さ119 mmの錬鉄で覆われていた（ただし砲を守る部分のみ110 mmとなっていた）。
グロワールの就役は、既存の全ての戦列艦を陳腐化させ、各国の海軍間に軍備競争を惹き起こした。そして1861年、当時最強の海軍力を持っていたイギリス海軍も、対抗上必然的に、装甲艦 HMS ウォーリアを竣工させた。
グロワールは、船体の木造部分が鉄板個所に比べ急速に劣化したため、1879年に除籍され、1883年に解体された。

## 同型艦
アンヴァンシブル (Invincible)
トゥーロンにて1858年5月起工。1861年4月4日進水。1862年3月就役。1871年解体処分。
ノルマンディー (Normandie)
シェルブールにて1858年9月14日起工。1860年10月3日進水。1862年5月13日就役。1872年解体処分。